# Мацина Велика
Маци́на Вели́ка (пол. Męcina Wielka) — лемківське село в Польщі, у гміні Сенкова Горлицького повіту Малопольського воєводства. Населення — 451 особа (2011).

## Розташування
Лежить у Низькому Бескиді, у долині потоку Мацина — правої притоки річки Сенківка. В селі є копальні нафтової ропи.
Від села 5 км до адміністративного центру ґміни — міста Сенкова, 10 км до адміністративного центру повіту — міста Горлиці і 111 км до центру воєводства — міста Краків.

## Історія
Перша згадка про Мацину походить із грамоти 2.01.1377 королеви Ельжбети про дозвіл Мичкові Колкові з Кунової на закріпачення села.
В 1546 р. заснована православна парафія, після прийняття берестейської унії приєдналася до неї, належала до Біцького деканату Перемишльської єпархії.
За податковим реєстром 1581 р. село було осідком парохії в Бецькому повіті; в селі було 7 селянських ланів і 1 — солтиса.
В 1853 р. Август Горайський заклав у селі нафтові копальні, а глибина свердловин сягала рекордних 250 м.
У ході Першої світової війни в 1915 р. на території села точилися запеклі бої, від яких постраждали село і церква та залишились 2 військові цвинтарі.
До 1945 р. в селі була греко-католицька парохія Горлицького деканату Перемишльської єпархії, до парафії належали також віддалене на 2 км село Вапенне і на 5 км — Пстружне. Метричні книги велися з 1784 р. У селі було переважно лемківське населення: з 640 жителів села — 490 українців, 30 латинників (усі — в мішаних родинах), 110 поляків (переважно робітники на копальні нафти) і 10 євреїв. Після Другої світової війни частину лемків вивезли в СРСР, решту  під час операції «Вісла» депортували на понімецькі землі.
У 1975-1998 роках село належало до Новосондецького воєводства.

## Демографія
Демографічна структура станом на 31 березня 2011 року:
|          | Загалом | Допрацездатний вік | Працездатний вік | Постпрацездатний вік |
| -------- | ------- | ------------------ | ---------------- | -------------------- |
| Чоловіки | 221     | 49                 | 147              | 25                   |
| Жінки    | 230     | 56                 | 117              | 57                   |
| Разом    | 451     | 105                | 264              | 82                   |

## Місцеві пам'ятки
Об'єкти, перераховані в реєстрі пам'яток Малопольського воєводства:
- Греко-католицька церква Святих Косьми і Даміана 1807 року, дерев'яна; після депортації лемків перетворена в 1951 р. на костел.
- 2 військові кладовища з Першої світової війни: № 81, № 82.